# 莫尔萨诺-阿尔塔利亚门托
莫尔萨诺-阿尔塔利亚门托（義大利語：Morsano al Tagliamento），是意大利弗留利-威尼斯朱利亚大区波代诺内省的一个市镇。总面积32平方公里，人口2894人，人口密度90.4人/平方公里（2009年）。ISTAT代码为093028。